# Olpium minnizioides
Olpium minnizioides är en spindeldjursart som beskrevs av Max Vachon 1966. Olpium minnizioides ingår i släktet Olpium och familjen Olpiidae. Inga underarter finns listade i Catalogue of Life.